# Chrono champenois-Trophée européen 2018
La 28e édition du Chrono Champenois-Trophée Européen a eu lieu le 9 septembre 2018. La course fait partie du calendrier international féminin UCI 2018 en catégorie 1.1. Elle est remportée par l'Américaine Leah Thomas.

## Classements

### Classement final
| \| Classement général \| Classement général \| Classement général \| Classement général \| Classement général \| \| Coureuse \| Coureuse \| Pays \| Équipe \| Temps \| \| ------------------ \| -------------------- \| ------------------ \| ------------------------------- \| ------------------ \| \| 1re \| Leah Thomas \| États-Unis \| UnitedHealthcare Women's Team \| 44 min 41 s \| \| 2e \| Olga Zabelinskaïa \| Ouzbekistan \| Cogeas-Mettler Pro Cycling Team \| + 38 s \| \| 3e \| Hayley Simmonds \| Royaume-Uni \| WNT-Rotor Pro Cycling \| + 1 min 00 s \| \| 4e \| Marlen Reusser \| Suisse \| \| + 1 min 01 s \| \| 5e \| Ann-Sophie Duyck \| Belgique \| Cervélo Bigla \| + 1 min 30 s \| \| 6e \| Vita Heine \| Norvège \| Hitec Products-Birk Sport \| + 2 min 13 s \| \| 7e \| Anna Turvey \| Irlande \| \| + 2 min 43 s \| \| 8e \| Line Marie Gulliksen \| Norvège \| Hitec Products-Birk Sport \| + 3 min 08 s \| \| 9e \| Marcia Eicher \| Suisse \| Remax \| + 3 min 11 s \| \| 10e \| Ántri Christofórou \| Chypre \| Cogeas-Mettler Pro Cycling Team \| + 3 min 33 s \| |                      |             |                                 |              |
| |                      |             |                                 |              |
| Source : ProCyclingStats |                      |             |                                 |              |
| Classement général |                      |             |                                 |              |
| Coureuse | Coureuse             | Pays        | Équipe                          | Temps        |
| 1re | Leah Thomas          | États-Unis  | UnitedHealthcare Women's Team   | 44 min 41 s  |
| 2e | Olga Zabelinskaïa    | Ouzbekistan | Cogeas-Mettler Pro Cycling Team | + 38 s       |
| 3e | Hayley Simmonds      | Royaume-Uni | WNT-Rotor Pro Cycling           | + 1 min 00 s |
| 4e | Marlen Reusser       | Suisse      |                                 | + 1 min 01 s |
| 5e | Ann-Sophie Duyck     | Belgique    | Cervélo Bigla                   | + 1 min 30 s |
| 6e | Vita Heine           | Norvège     | Hitec Products-Birk Sport       | + 2 min 13 s |
| 7e | Anna Turvey          | Irlande     |                                 | + 2 min 43 s |
| 8e | Line Marie Gulliksen | Norvège     | Hitec Products-Birk Sport       | + 3 min 08 s |
| 9e | Marcia Eicher        | Suisse      | Remax                           | + 3 min 11 s |
| 10e | Ántri Christofórou   | Chypre      | Cogeas-Mettler Pro Cycling Team | + 3 min 33 s |

### Points UCI
| Position           | 1er | 2e | 3e | 4e | 5e | 6e | 7e | 8e | 9e | 10e | 11e | 12e | 13e à 15e | 16e à 25e |
| Classement général | 125 | 85 | 70 | 60 | 50 | 40 | 35 | 30 | 25 | 20  | 15  | 10  | 5         | 3         |

## Organisation et règlement

### Primes
L'épreuve attribue les primes suivantes :
| Position | 1er   | 2e    | 3e    | 4e    | 5e    | 6e    | 7e    | 8e    | 9e    | 10e  |
| Prix     | 379 € | 326 € | 272 € | 164 € | 152 € | 141 € | 130 € | 119 € | 109 € | 97 € |

Las places suivantes rapportent respectivement 87, 76, 66, 53 et 42 €. Les places de 16e à 20e 28 €.